# 彼德·安格臣
彼得·斯瓦勒·安格臣（丹麥語：Peter Svarrer Ankersen，1990年9月22日—）是一名丹麥足球員，司職右後衛，現效力於丹超球會哥本哈根。
他的孿生兄弟積及·安格臣同為丹麥足球員。

## 國家隊生涯
安格臣在2013年8月14日作客挑戰波蘭的友誼賽首度為國家隊上陣。

## 職業數據
以下是安格臣的職業數據︰
| 賽季    | 球會         | 上陣 | 入球 | 聯賽           |
| ------- | ------------ | ---- | ---- | -------------- |
| 2012    | 洛辛堡       | 010  | 0    | 挪威超級聯賽   |
| 2012/13 | 艾斯堡       | 026  | 03   | 丹麥超級聯賽   |
| 2013/14 | 艾斯堡       | 030  | 02   | 丹麥超級聯賽   |
| 2014/15 | 薩爾斯堡紅牛 | 021  | 01   | 奧地利超級聯賽 |
| TOTAL   | TOTAL        | 87   | 6    |                |